# Kostel svatého Petra a Pavla (Řeporyje)
Kostel svatého Petra a Pavla v Řeporyjích je římskokatolický filiální kostel v barokním slohu s původní románskou věží. Nachází se mírně vyvýšeném místě a tvoří tak dominantu jižní části Řeporyjského náměstí v Praze 5-Řeporyjích. Náleží do správy farnosti u kostela Stětí sv. Jana Křtitele v Ořechu.

## Historie

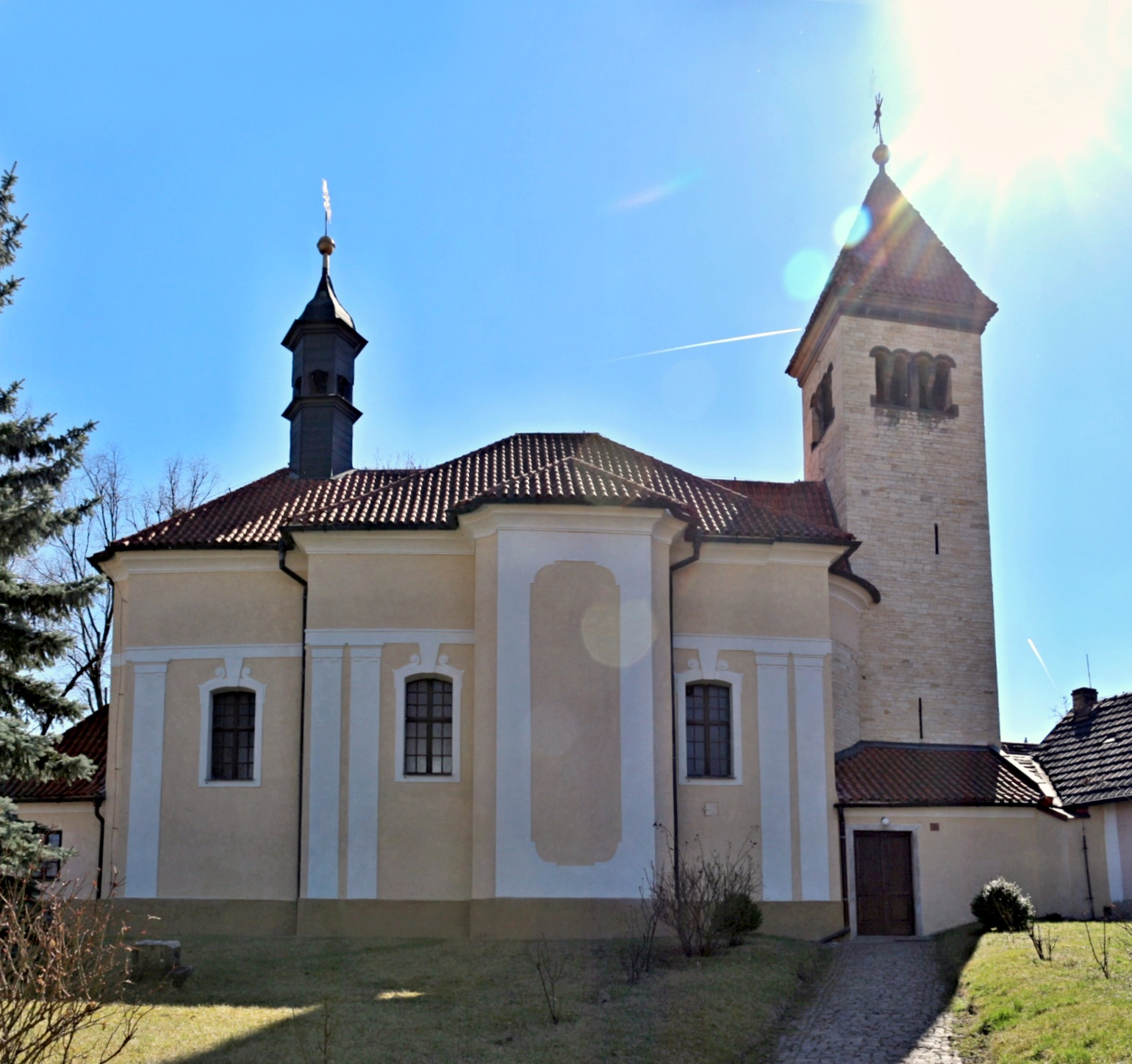
Kostel sv. Petra a Pavla

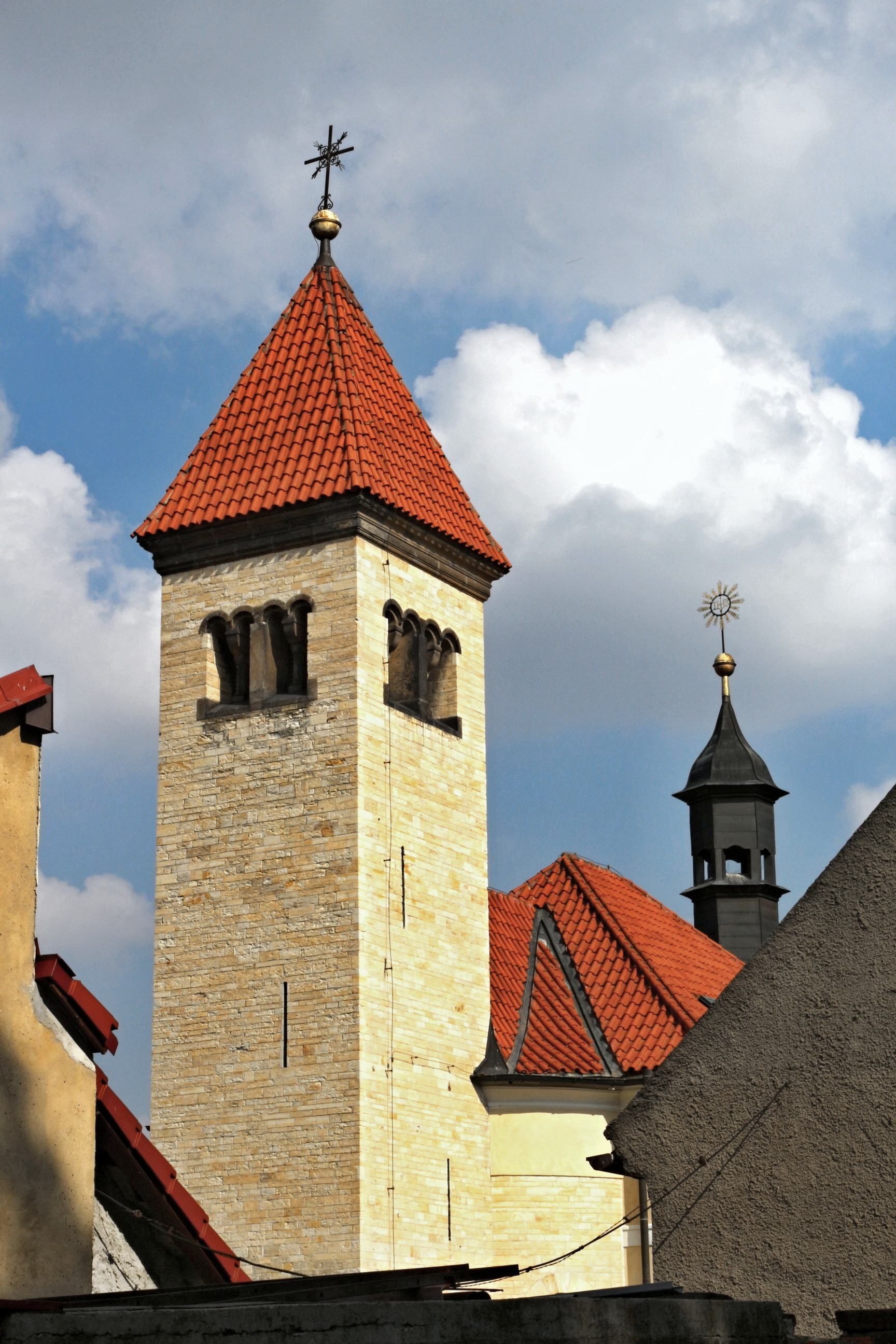
Románská věž kostela

Kostel sv. Petra a Pavla prošel výraznou přestavbou v roce 1772, kterou financoval tehdejší patron – jezuitský řád – nákladem 3221 zlatých.[zdroj?] Přestavbu provedl stavitel Antonín Schmied. Původní románská rotunda byla z velké části zbořena, zachovala se pouze západní apsida a románská věž z řádkového zdiva se sdruženými okénky. K věži byla přistavěna nová chrámová loď a presbytář.
Při kostele se od nepaměti nacházel hřbitov, kde jsou pochovány generace původních obyvatelů Řeporyjí. V letech 1900–1901 proběhla další významná oprava kostela pod vedením Františka Macha. Byla odstraněna omítka zdiva věže, čímž se odkrylo opukové kvádříkové zdivo, a obnovena původní sdružená románská okna. Barokní střecha věže byla nahrazena střechou jehlanovou krytou polévanými prejzy. Ostatní části kostela byly ponechány v úpravě z roku 1772. Chrámová věž dosahuje výšky 30 metrů a nesla dva zvony: větší zasvěcený sv. Ignáci z Loyoly, původně z roku 1690 a přelitý roku 1775, a menší zvon, rovněž z roku 1690, přelitý v Praze roku 1869.
Mezi lety 1909–1919 působil v Ořechu a Řeporyjích jako farář Jindřich Šimon Baar, oblíbený pro svá kázání. V literatuře je známý především jako spisovatel – jeho povídka Zvon věrně líčí násilné zničení zvonu právě v tomto kostele.
Dne 29. června 1999 byly v kostele vysvěceny nové zvony. Od roku 2015 byl kostel uzavřen kvůli rekonstrukci obvodového zdiva a interiéru. Po dvouleté opravě byl dne 26. listopadu 2017 slavnostně znovu vysvěcen. Mši svatou celebroval pražský arcibiskup kardinál Dominik Duka.

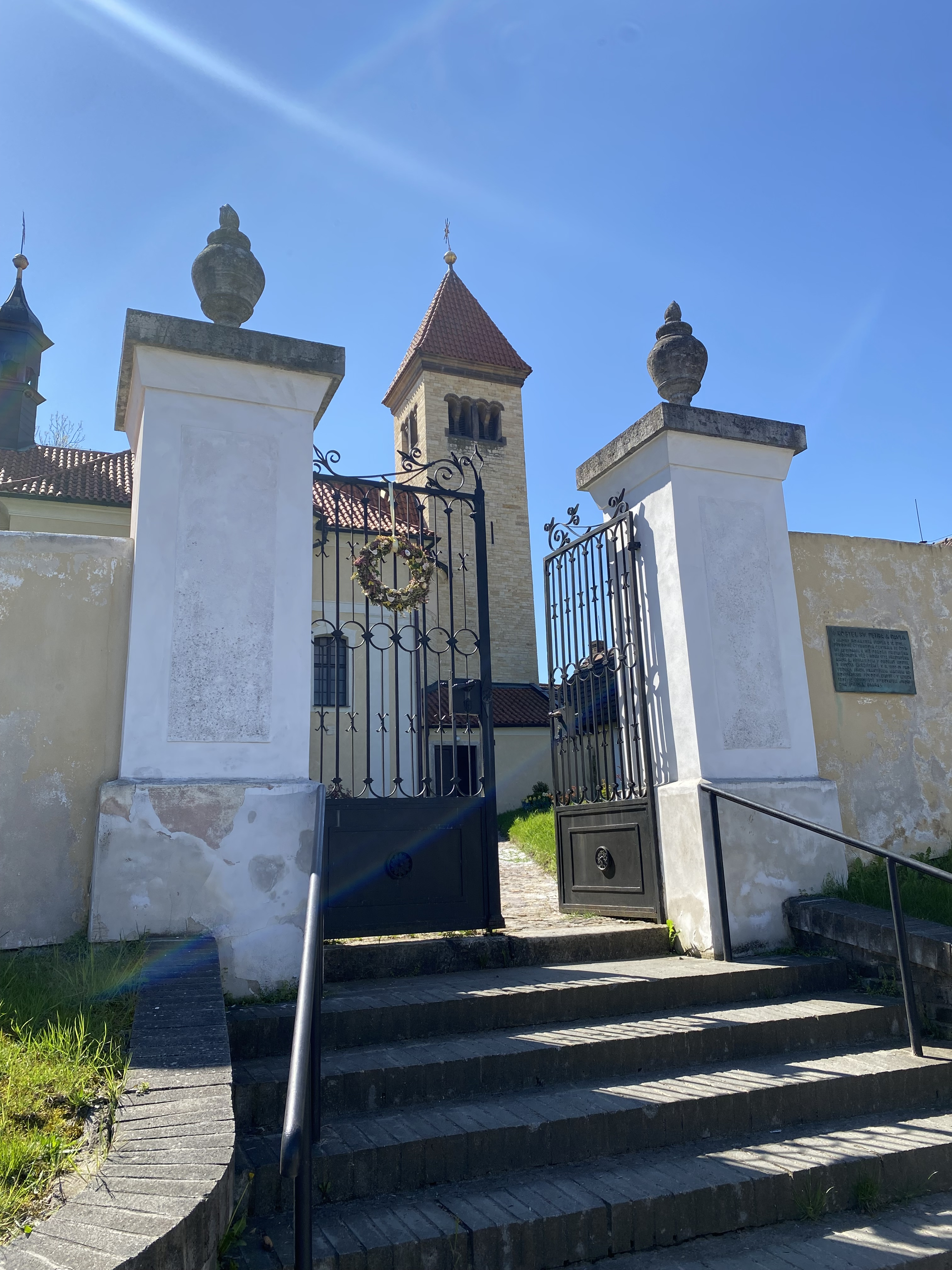
Brána kostela

### Machovy úpravy na přelomu 19. a 20. století
Machovy úpravy měly estetický „čistě románský“ vzhled, zvláště na exteriéru stavby. Během úprav byly obrušovány některé části zdiva, některé byly doplňovány. Výrazné rozdíly mezi kvádříkovým lícem exteriéru (neomítnuté) a interiérovými líci (pokryté omítkou). Vnější zdivo je hladší, zatímco interiérové kvádříky zachovávají stopy původního kamenického nářadí.

## Popis stavby

### Původní stav
Původní půdorys centrálního typu: čtvercová loď byla obklopena čtyřmi polokruhovými apsidami na každé straně a na západě byla doplněna hranolovou věží. 
Z původní románské stavby se dochovala západní apsida a hranolová věž se sdruženými okénky. Věž je postavena z řádkového zdiva a její sdružená okénka jsou typickým prvkem románské architektury. V interiéru kostela se nachází románský sloup pod kruchtou, který byl odhalen při úpravách Františka Macha na počátku 20. století.
V současné době má kostel podobu jednolodní stavby s obdélným presbytářem, sakristií v ose a kaplovitými přístavky po obou stranách. Presbytář je zaklenut plackou, loď kryje valená klenba. Pod kruchtou se dochoval románský sloup. Interiér je převážně rokokový – hlavní oltář zdobí obraz sv. Petra a Pavla od Josefa Kramolína, boční oltáře nesou obrazy Nejsvětější Trojice a sv. Ignáce od Viléma Kandlera. Ze stejného období pochází i kazatelna a socha sv. Jana Nepomuckého. Na vstupních dveřích se dochoval původní tepaný rokokový zámek s klikou a držadlem.

### Interiér věže

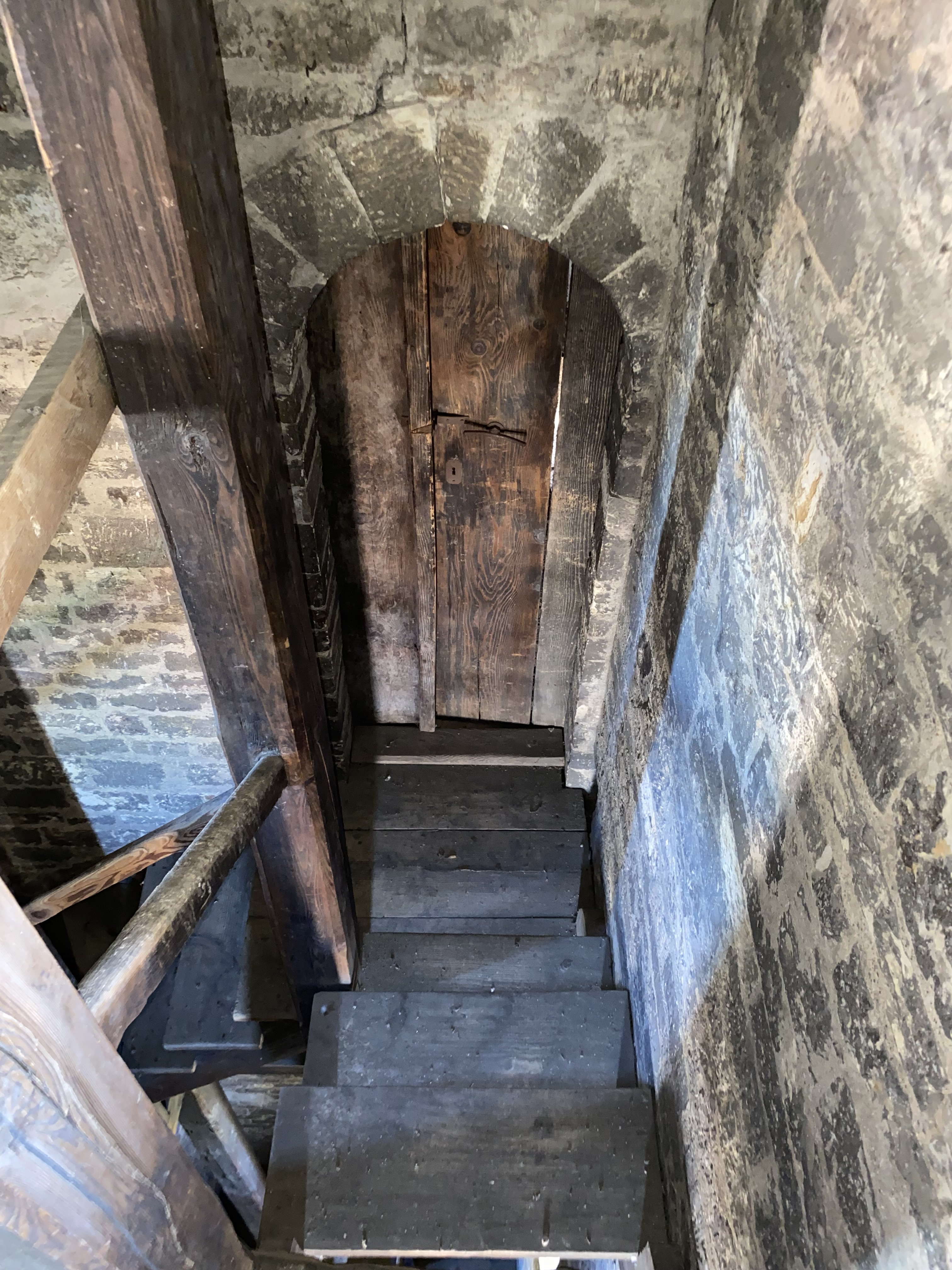
Portál v interiéru věže

Věž je nejlépe dochovanou částí kostela, s originálními prvky, jako jsou vstupy (na emporu a do podkroví), štěrbinová okna a otvory pro trámy. Má funkci komunikačního propojení stavby a zvonice. Tvoří ji menší stěny (0,70 – 0,90 m), což kontrastuje s mohutností lodi a apsid (1,30 m). Vznikla současně se stavbou kostela, jak dokládá návaznost zdiva mezi apsidou a věží.

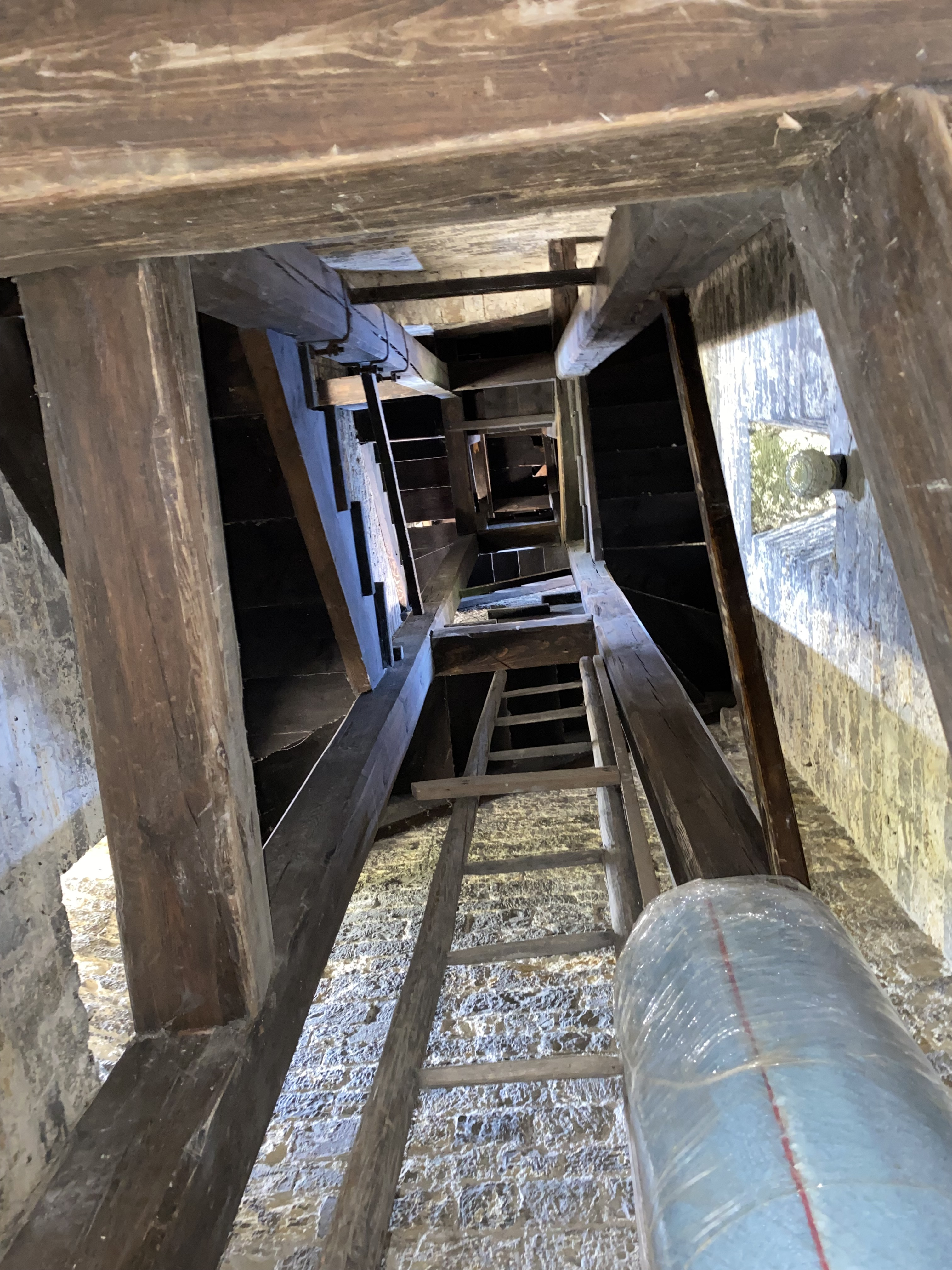
Interiér věže

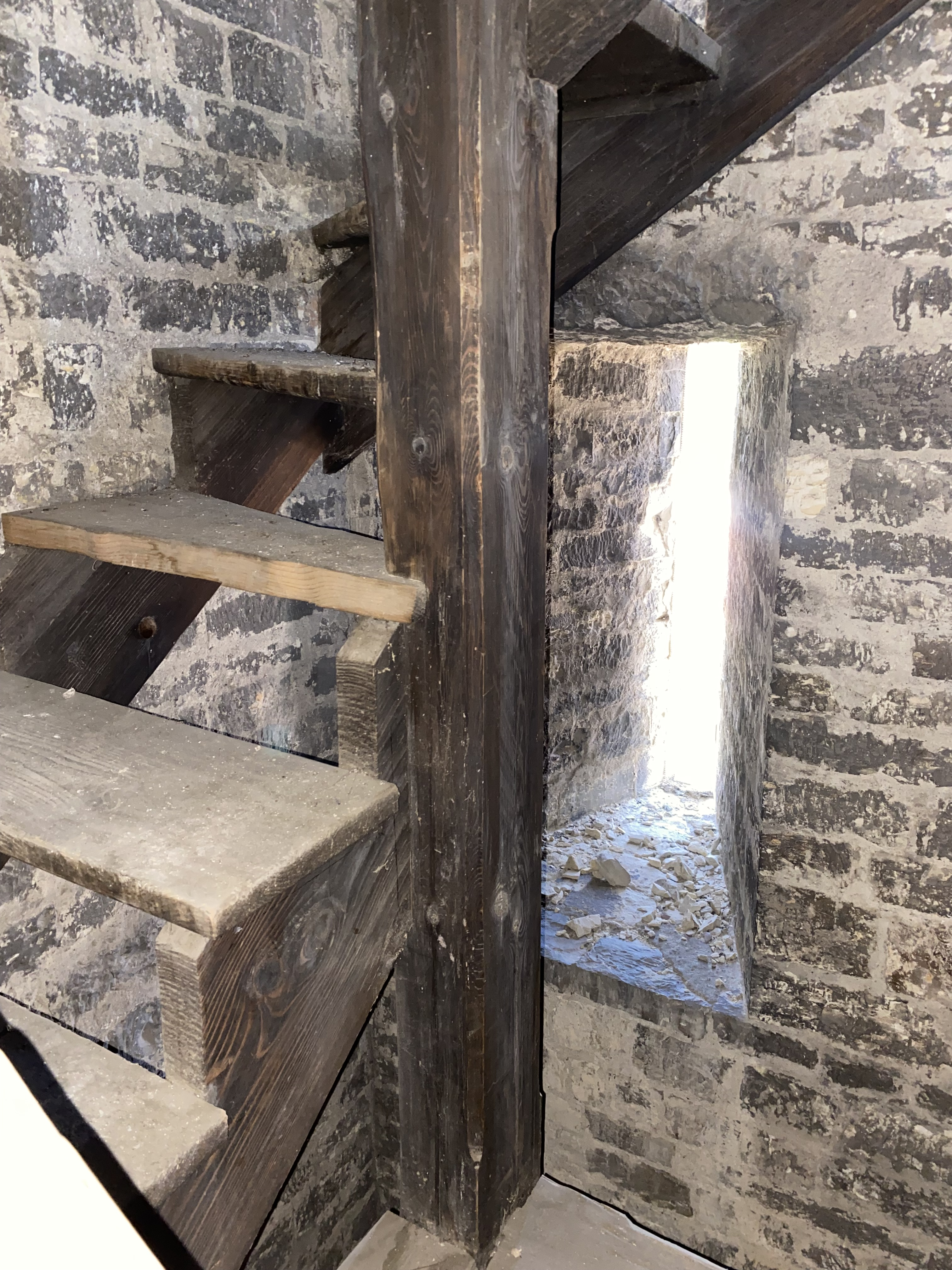
Schody věže

Nejvyšší část věže, rekonstruovaná Machem, má sdružená okna, která tvoří souvislý pás zdiva, oddělený od kvádříkové partie nad ním. Tyto kvádříky by měly být replikou původních.
Uvažuje se o variantě postupné výměny okenní partie, přičemž horní část okna by mohla být zachována v originální podobě.[zdroj?]
V západní části kostela a jeho věži je mnoho vstupů a průchodů, což vedlo k úvahám o volně průchozí přízemní části věže. Není jisté, zda všechny popisované otvory jsou skutečně románské.[zdroj?] Otvory jsou tvořeny pečlivě kladenými kvádříky, některé mají půlkruhový záklop, ale postrádají větší portálové prvky.

### Interiér lodi
Jedná se o podélnou, obdélnou loď. Loď je zakončena apsidou na východní straně. Stavba je provedena z kamenného zdiva, původně bez omítek. Původní vstupy měly půlkruhový záklenek, některé byly později upraveny nebo zazděny. 
Prostorové řešení stavby
Půdorys románské centrály je jasný, ale zůstávají nevyřešené otázky ohledně prostorového řešení stavby. Významné prvky pro rekonstrukce: „lícované podstavce“ ve třech rozích čtvercové lodi, masivní sloupy a pískovcové prvky v nároží lodi.
Masivní sloupy a pískovcové prvky
Sloup v jihozápadním rohu lodi je zdokumentován a existuje otázka, zda je originální nebo replika. Popis sloupu v Machově zprávě zmiňuje červený pískovec, ale skutečná barva je okrově hnědá, což vedlo k domněnce, že se může jednat o repliku. Sloup má výšku 290 cm a průměr dříku 38 cm. Chybějící obloun pod hlavicí může naznačovat, že byl přiložen ke stěně.
Severozápadní nároží kostela
V severozápadním rohu je patrné rozhraní mezi kvádříkovým lícem a lomovým zdivem. Toto může být pozůstatkem odstraněné nárožní lizény, přičemž analýza na protější straně (jižní) není možná, protože je omítnutá.
Absence „lícovaného podstavce“ v jihozápadním rohu
V jihozápadním rohu chybí „lícovaný podstavec“, což je zvláštní, protože v ostatních třech rozích byly pilíře odkryty. Machova zpráva tvrdí, že pilíř byl zničen hroby, což by znamenalo, že opěrný systém vynášející vítězné oblouky v této době již neexistoval.
Možným vysvětlením je, že systém vítězných oblouků byl vybořen při starší přestavbě, což je naznačeno objevem přeplentovaných částí vítězného oblouku na severní a jižní špaletě. Domněnka, že jde o pozůstatky „porománského“ závěru zakomponovaného do barokní přístavby.
Starší podlahy a zvýšení pochozí úrovně
Dvě starší podlahy, patřící k mladší fázi kostela, byly odkryty pod současnou podlahou. Pod spodní vrstvou byla nalezena východní apsida. Během barokní přestavby došlo k výraznému zvýšení pochozí úrovně kostela, což se potvrzuje například polohou portálu do věže z jihu. Přesnou výšku tohoto zvýšení však není možné stanovit. Podle Machova řezového schématu byla románská podlaha asi 50 cm níže než dnešní horní hrana soklu kostela, a předzákladna pod podlahou byla ještě o 25 cm níže. Zřejmě byla starší podlaha zachována v určité hloubce pod současnou podlahou, což souvisí i se změnami prahu jižního portálu, který byl zvýšen na výšku cihel.
Sloupy a pilíře v čtvercové lodi
V čtvercové lodi byly objeveny lícované pilíře, na nichž by mohly stát vysoké sloupy. Mach předpokládal, že tyto sloupy nesly ochozovou tribunu v patře. V tomto koutě lodi byly také nalezeny „výklenky ve zdivu“, což Mach považoval za další mladší zásah.
Západní apsida a rekonstrukce
Rekonstrukce Machova řezu ukazuje výšku apsid na přibližně 630 cm. Západní apsida je považována za zachovalou v celé své původní výšce. A. Merhautová rekonstruuje klenutí západní apsidy jako mladší cihelnou kopii, což bylo potvrzeno sondou v oblasti statické poruchy nad prahem portálové niky z věže. Původní románská klenba byla vyplněná cihelným zdivem. Bylo zjištěno, že původní klenba měla otisky šalovacích prken, zatímco barokní klenba pokračuje v mírnějším sklonu.
Portály a přístup k emporám
V západní stěně čtvercové lodi byl objeven nový portál, který by mohl vést k emporám. Tento portál by mohl být přístupem na tribunu z lodi. Zůstávají otázky ohledně přístupu na emporu, zejména kvůli problémům s umístěním sloupů a klenebních pasů. Přístup na tribunu mohl být komplikován nutností vybudování schodiště, které by vedlo do jižní apsidy.

## Odhalení zdiva v kostele sv. Petra a Pavla v Řeporyjích
V roce 2017 provedené stavební práce v interiéru kostela sv. Petra a Pavla v Řeporyjích odhalily části románské zdi v západní části barokního interiéru kostela. Dokumentace zdí z malých štípaných kamenných kvádrů a jejich vizuálně či staticky exponovaných detailů z červeného pískovce potvrdila závěry stavitele F. Macha z roku 1901 a jeho rekonstrukci centrálního stavby s čtyřmi apsidami a západní čtvercovou věží.
V západní apsidě bylo odhaleno 15 řádků pečlivě kladených kvádříků v interiérovém zdivu. Vstup z apsidy do západní věže byl zřejmě dodatečně prolomen. Špaleta vstupu obsahuje minimálně jeden pískovcový kvádr.
U hlavního románského vstupu je vnitřní špaleta vyzděna rozměrnými kvádry z červeného pískovce.
Na západní stěně čtvercové lodi byly odstraněny omítky z vnitřní líce, vyzděné z kvádrů stejného typu jako apsida. Severní část čtvercové lodi je tvořena dochovaným kvádříkovým zdivem, severozápadní roh je kryt zaoblenou cihlovou plentou. Pískovcové armování se nachází na severním nároží západní apsidy.
V jižním úseku západní stěny byla objevena svislá spára, která se uklání k jihu, naznačující přítomnost dodatečně cihlami zazděného otvoru. Sondáž prokázala, že v horní části zazděného otvoru je použit šikmo usazený kvádr, což dokládá, že otvor vznikl při výstavbě a patří k původnímu románskému zdivu.
U severní stěny interiéru bylo odhaleno intaktní románské kvádříkové zdivo, částečně kryté mladší cihlovou plentou. Zde sonda nalezla část velkého opukového kvádru v západním nároží severní románské apsidy, který byl dodatečně zazděn při barokní přestavbě. Kvádrová zazdívka předstupovala před románskou líc v linii s cihlovou plentou. Hrana tohoto kvádru byla odlomena po celé výšce sondy.
Východní nároží severní apsidy bylo čitelné a téměř korespondovalo se severovýchodním nárožím barokního pseudotranseptu. Románské nároží bylo přeplentováno v šířce cca 5–6 cm. Byl zachován oblouk vnitřního líce severní apsidy od vnitřního líce severní stěny čtvercové lodi. Byly zde použity rozměrné bloky červeného pískovce.

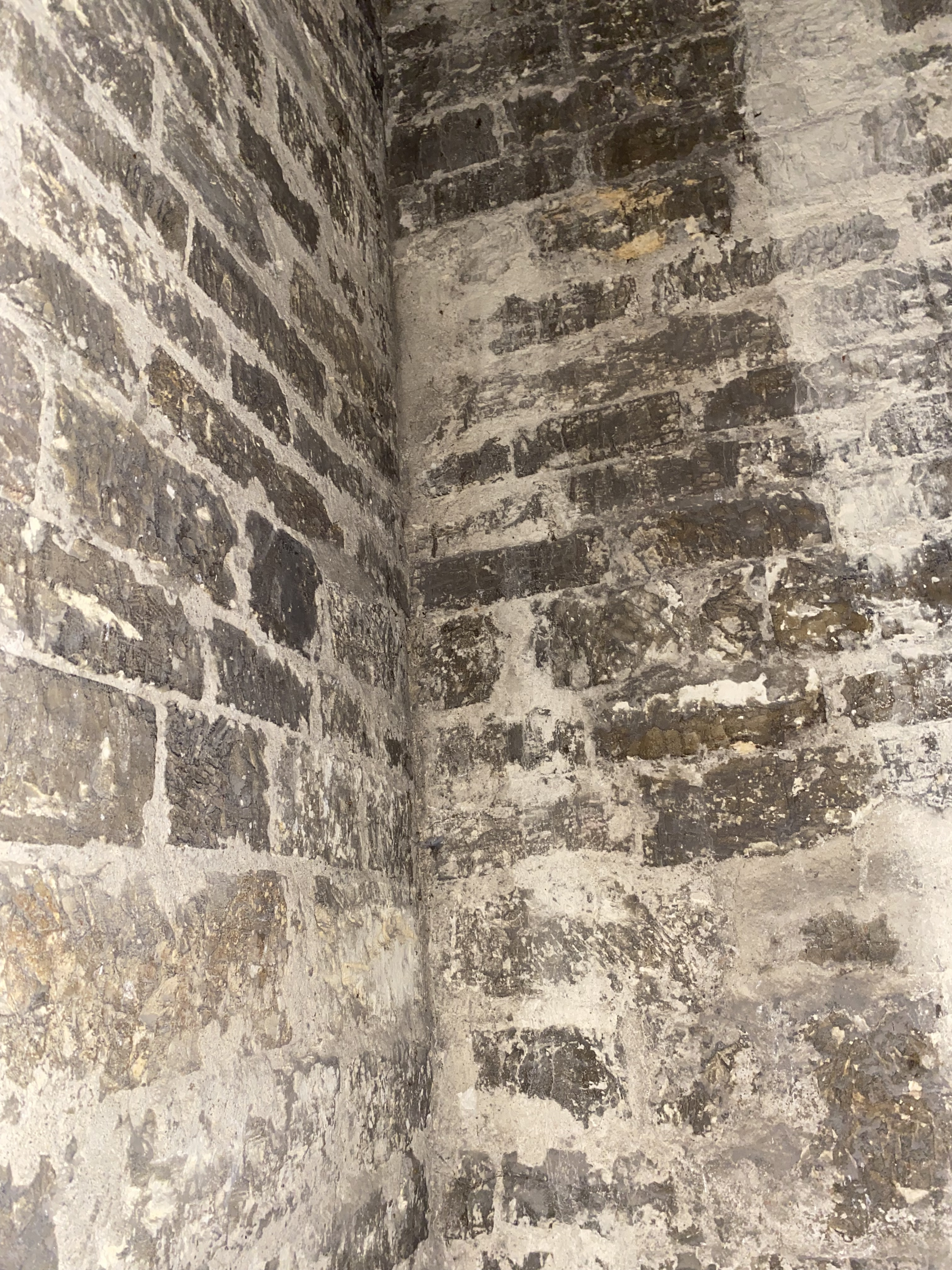
Detail zdiva v interiéru věže

### Odhalení zdiva v kostele sv. Petra a Pavla v Řeporyjích – další detaily
Na východním úseku severni stěny čtvercové románské lodi je zřetelně vidět kvádříkové zdivo. Na kvádříkovou stěnu navazuje barokní zdivo, patrně v místech odbourané východní zdi čtvercové lodi.
U jižní stěny románské lodi nebyl původní charakter zdiva jednoznačně rozeznatelný. Byly zde použity kvádříky románského charakteru a ojedinělé kusy červeného pískovce. Možná byly patrné svislé části dvou líců, ale jejich interpretace zůstává nejasná.
V západní stěně lodi, těsně u jihozápadního nároží, bylo odhaleno torzo portálu. Portál se nachází vedle mohutného sloupu, který byl nalezen při Machových úpravách a prezentován v interiéru kostela.

## Zajímavosti

### Rozbor obrazu kostela na oltáři
Na hlavním oltáři je obraz sv. Petra a Pavla od Josefa Kramolína, který zobrazuje kostel. Zobrazená centrála má tři výškové úrovně: spodní kvadratické, prostřední kruhové a nejvyšší románskou lucernu. Průčelí kostela je zobrazeno se sloupy (možný portikus), ale bez věže.
S možností existence patrové románské centrály v Řeporyjích se vkrádá myšlenka, zda se nemůže jednat o zobrazení svatyně před přestavbou. Vznik obrazu spojujeme v souvislosti s novým vybavením přestavěné svatyně po roce 1772. Přestavbu kostela realizovali pražští jezuité, tehdejší majitelé Řeporyj, a Josef Kramolín byl příslušníkem řádu. Působil v něm od roku 1758 až do zrušení řádu v roce 1773. Řeporyjský kostel tak mohl být jedním z posledních Kramolínových děl v jezuitských službách a přinejmenším inspirací pro zobrazení na oltáři by originální řeporyjská stavba mohla být.